# Charre
Charre est une commune française, située dans le département des Pyrénées-Atlantiques en région Nouvelle-Aquitaine.

## Géographie

### Localisation
La commune de Charre se trouve dans le département des Pyrénées-Atlantiques, en région Nouvelle-Aquitaine.
Elle se situe à 52 km par la route de Pau, préfecture du département, à 31 km d'Oloron-Sainte-Marie, sous-préfecture, et à 26 km de Mourenx, bureau centralisateur du canton du Cœur de Béarn dont dépend la commune depuis 2015 pour les élections départementales.
La commune fait en outre partie du bassin de vie de Navarrenx.
Les communes les plus proches sont : 
Lichos (1,6 km), Nabas (1,8 km), Charritte-de-Bas (2,8 km), Arrast-Larrebieu (3,0 km), Rivehaute (3,2 km), Gestas (3,9 km), Aroue-Ithorots-Olhaïby (4,0 km), Tabaille-Usquain (4,9 km).
Sur le plan historique et culturel, Charre fait partie de la province du Béarn, qui fut également un État et qui présente une unité historique et culturelle à laquelle s’oppose une diversité frappante de paysages au relief tourmenté.

### Communes limitrophes
Les communes limitrophes sont  Araujuzon, Araux, Arrast-Larrebieu, Castetnau-Camblong, Charritte-de-Bas, Espès-Undurein, Lichos, Nabas, Rivehaute et Viellenave-de-Navarrenx.
| Nabas            | Rivehaute      | Araujuzon, Araux, Viellenave-de-Navarrenx |
| Lichos           | Charre         | Castetnau-Camblong                        |
| Charritte-de-Bas | Espès-Undurein | Arrast-Larrebieu                          |

### Hydrographie

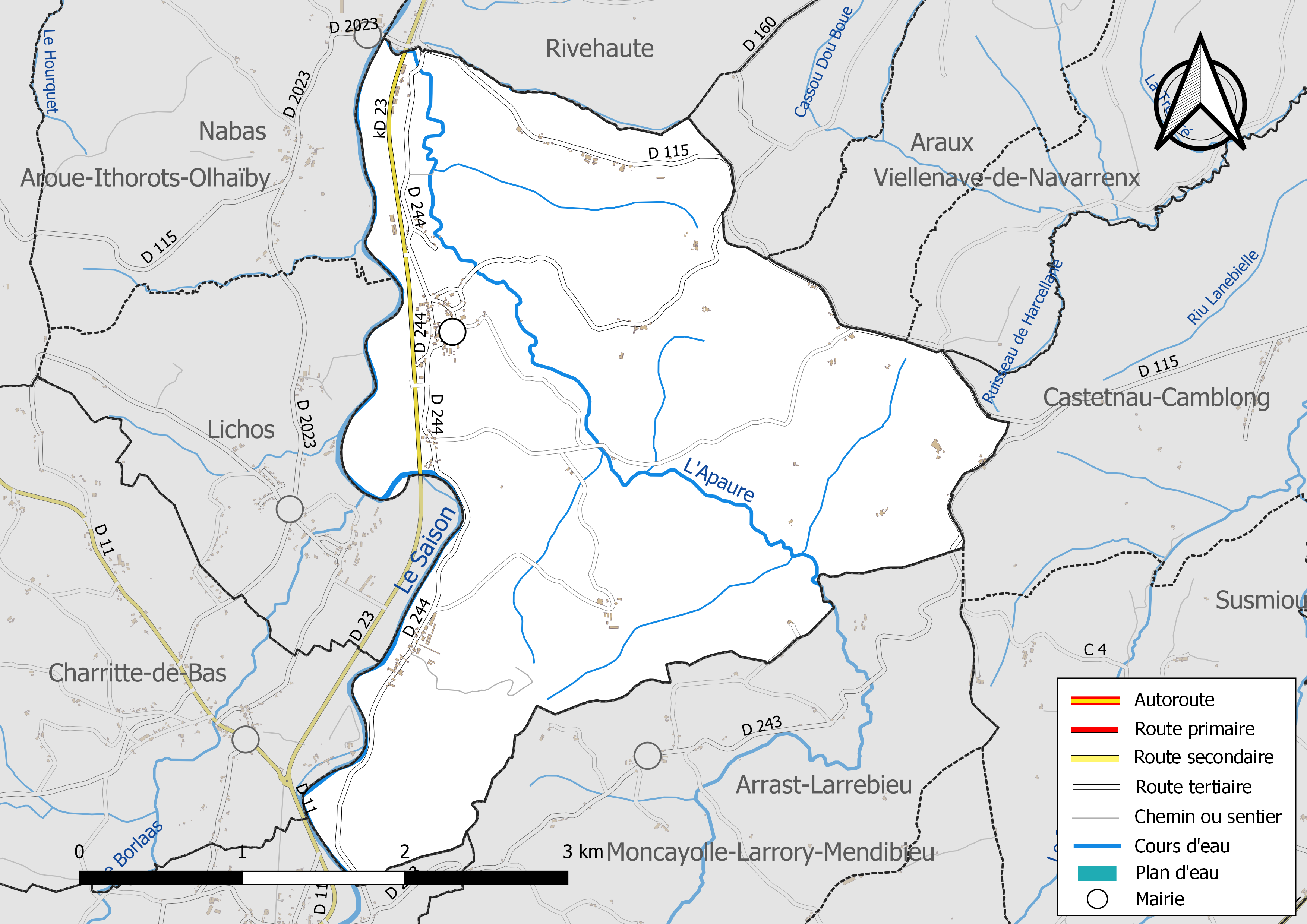
Réseaux hydrographique et routier de Charre.

La commune est drainée par le Saison, l'Apaure, le Borlaas, un bras du Saison, et par divers petits cours d'eau, constituant un réseau hydrographique de 16 km de longueur totale,.
Le Saison, d'une longueur totale de 72,2 km, prend sa source dans la commune de Larrau et s'écoule du sud vers le nord. Il traverse la commune et se jette dans le gave d'Oloron à Autevielle-Saint-Martin-Bideren, après avoir traversé 31 communes.
L'Apaure, d'une longueur totale de 11,2 km, prend sa source dans la commune d'Arrast-Larrebieu et s'écoule du sud vers le nord. Il traverse la commune et se jette dans le Saison à Nabas, après avoir traversé 5 communes.

### Climat
Pour des articles plus généraux, voir Climat de la Nouvelle-Aquitaine et Climat des Pyrénées-Atlantiques.
Historiquement, la commune est exposée à un micro climat océanique basque.  
En 2020, Météo-France publie une typologie des climats de la France métropolitaine dans laquelle la commune est exposée à un climat de montagne et est dans la région climatique Pyrénées atlantiques, caractérisée par une pluviométrie élevée (>1 200 mm/an) en toutes saisons, des hivers très doux (7,5 °C en plaine) et des vents faibles.
Pour la période 1971-2000, la température annuelle moyenne est de 13,6 °C, avec une amplitude thermique annuelle de 13,6 °C. Le cumul annuel moyen de précipitations est de 1 304 mm, avec 11,7 jours de précipitations en janvier et 8,7 jours en juillet. Pour la période 1991-2020, la température moyenne annuelle observée sur la station météorologique la plus proche, située sur la commune de Saint-Gladie-Arrive-Munein à 9 km à vol d'oiseau, est de 14,3 °C et le cumul annuel moyen de précipitations est de 1 323,1 mm,. Pour l'avenir, les paramètres climatiques de la commune estimés pour 2050 selon différents scénarios d’émission de gaz à effet de serre sont consultables sur un site dédié publié par Météo-France en novembre 2022.

### Milieux naturels et biodiversité

#### Réseau Natura 2000
Le réseau Natura 2000 est un réseau écologique européen de sites naturels d'intérêt écologique élaboré à partir des Directives « Habitats » et « Oiseaux », constitué de zones spéciales de conservation (ZSC) et de zones de protection spéciale (ZPS).
Un site Natura 2000 a été défini sur la commune au titre de la « directive Habitats » : « le Saison (cours d'eau) », d'une superficie de 2 200 ha, un cours d'eau de très bonne qualité à salmonidés,.

#### Zones naturelles d'intérêt écologique, faunistique et floristique
L’inventaire des zones naturelles d'intérêt écologique, faunistique et floristique (ZNIEFF) a pour objectif de réaliser une couverture des zones les plus intéressantes sur le plan écologique, essentiellement dans la perspective d’améliorer la connaissance du patrimoine naturel national et de fournir aux différents décideurs un outil d’aide à la prise en compte de l’environnement dans l’aménagement du territoire.
Une ZNIEFF de type 2 est recensée sur la commune, : 
le « réseau hydrographique du gave d'Oloron et de ses affluents » (6 885,32 ha), couvrant 114 communes dont 2 dans les Landes et 112 dans les Pyrénées-Atlantiques.

## Urbanisme

### Typologie
Au 1er janvier 2024, Charre est catégorisée commune rurale à habitat très dispersé, selon la nouvelle grille communale de densité à sept niveaux définie par l'Insee en 2022.
Elle est située hors unité urbaine. Par ailleurs la commune fait partie de l'aire d'attraction de Mauléon-Licharre, dont elle est une commune de la couronne,. Cette aire, qui regroupe 21 communes, est catégorisée dans les aires de moins de 50 000 habitants,.

### Occupation des sols

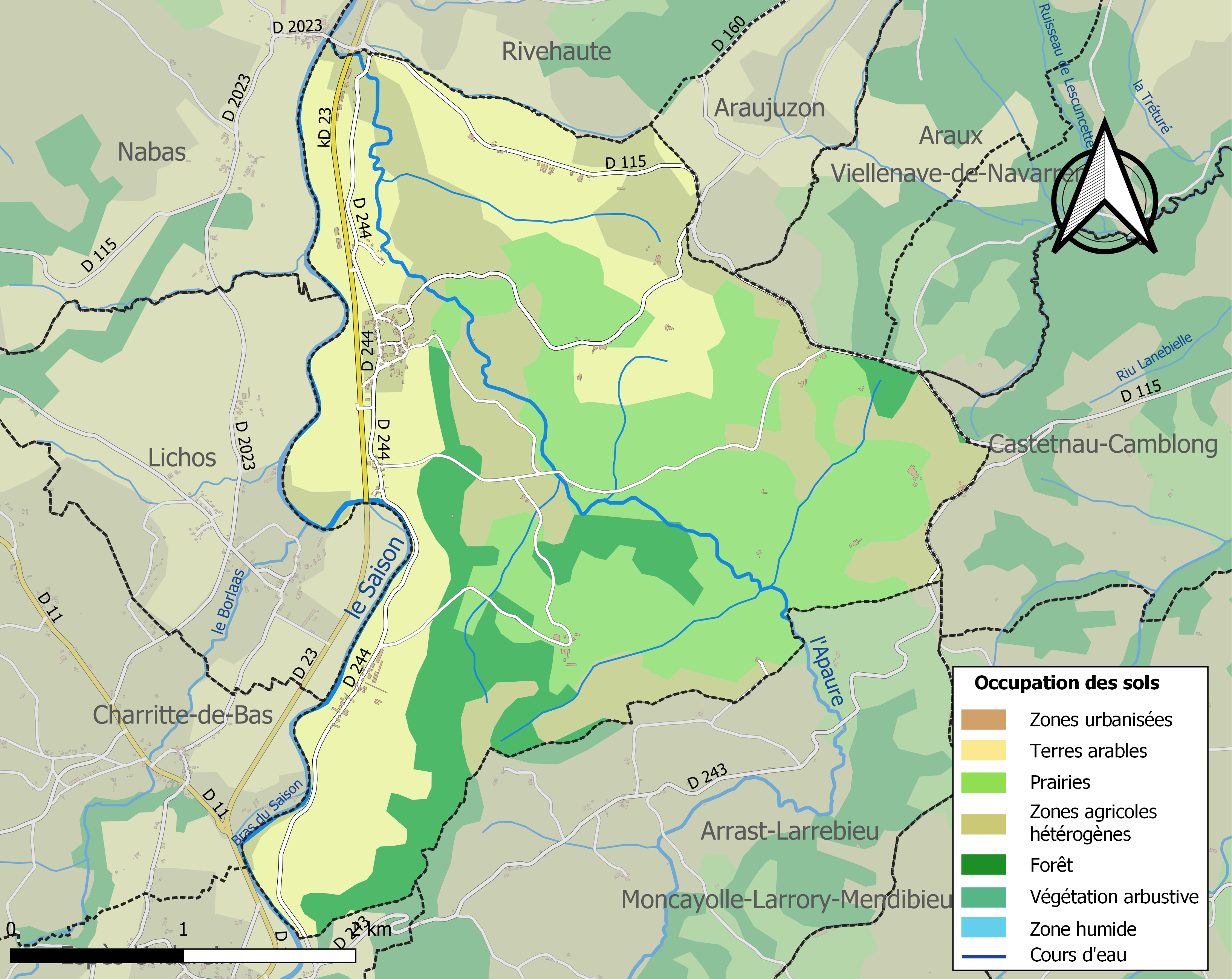
Carte des infrastructures et de l'occupation des sols de la commune en 2018 (CLC).

L'occupation des sols de la commune, telle qu'elle ressort de la base de données européenne d’occupation biophysique des sols Corine Land Cover (CLC), est marquée par l'importance des territoires agricoles (87,8 % en 2018), une proportion sensiblement équivalente à celle de 1990 (87,7 %). La répartition détaillée en 2018 est la suivante : 
terres arables (31,3 %), prairies (31,1 %), zones agricoles hétérogènes (25,5 %), forêts (12,2 %). L'évolution de l’occupation des sols de la commune et de ses infrastructures peut être observée sur les différentes représentations cartographiques du territoire : la carte de Cassini (XVIIIe siècle), la carte d'état-major (1820-1866) et les cartes ou photos aériennes de l'IGN pour la période actuelle (1950 à aujourd'hui).

### Lieux-dits et hameaux
- le bourg ;
- le quartier Cherbeys ;
- le quartier de Haute ;
- le quartier du Bisqueys ;
- le quartier du Salvador.

### Risques majeurs
Le territoire de la commune de Charre est vulnérable à différents aléas naturels : météorologiques (tempête, orage, neige, grand froid, canicule ou sécheresse), inondations et séisme (sismicité moyenne). Un site publié par le BRGM permet d'évaluer simplement et rapidement les risques d'un bien localisé soit par son adresse soit par le numéro de sa parcelle.
Certaines parties du territoire communal sont susceptibles d’être affectées par le risque d’inondation par une crue torrentielle ou à montée rapide de cours d'eau, notamment le Saison et l'Apaure. La commune a été reconnue en état de catastrophe naturelle au titre des dommages causés par les inondations et coulées de boue survenues en 1982, 1983, 1992, 1998, 2007, 2008, 2009, 2014 et 2018,.

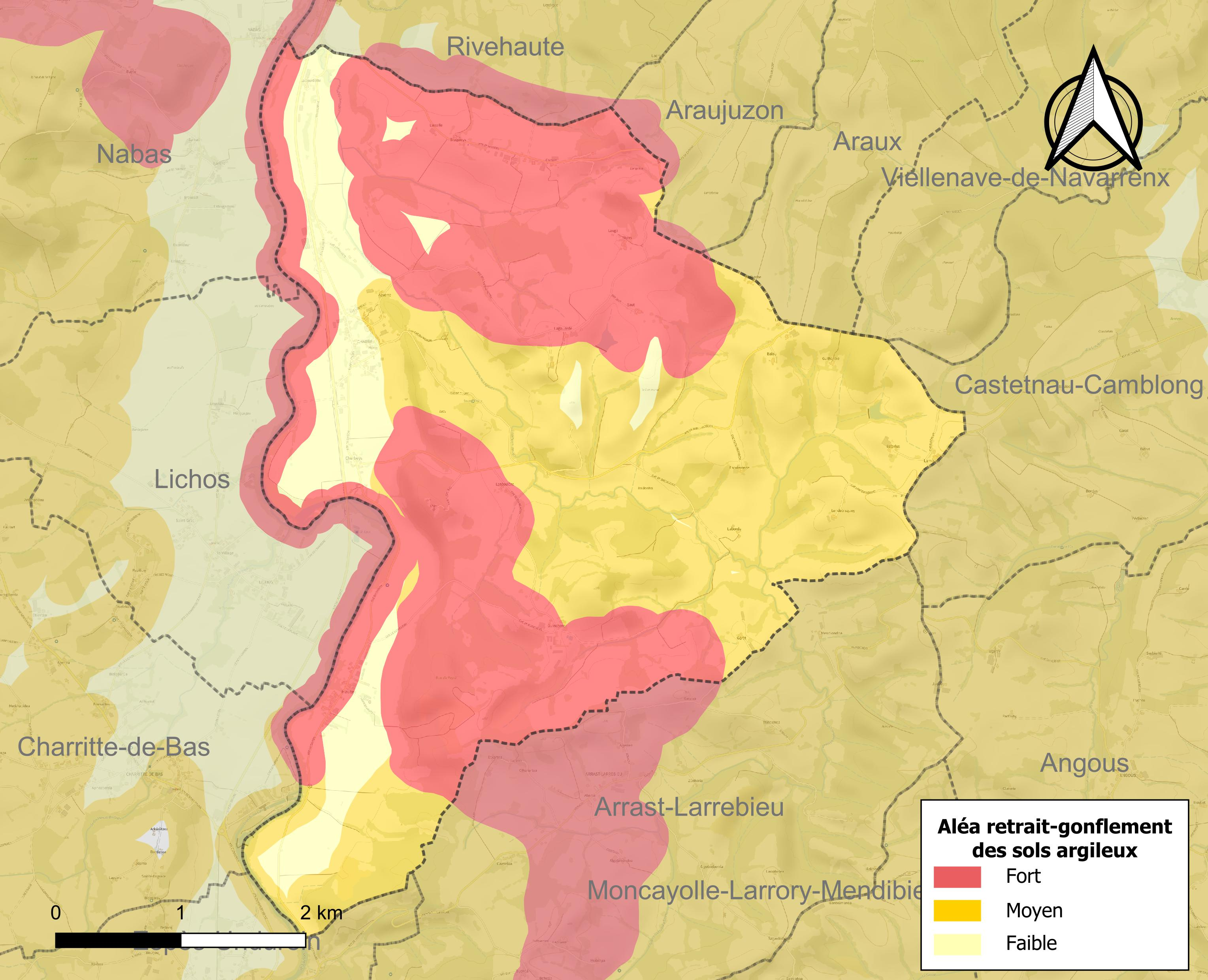
Carte des zones d'aléa retrait-gonflement des sols argileux de Charre.

Le retrait-gonflement des sols argileux est susceptible d'engendrer des dommages importants aux bâtiments en cas d’alternance de périodes de sécheresse et de pluie. 88,3 % de la superficie communale est en aléa moyen ou fort (59 % au niveau départemental et 48,5 % au niveau national). Depuis le 1er octobre 2020, en application de la loi ELAN, différentes contraintes s'imposent aux vendeurs, maîtres d'ouvrages ou constructeurs de biens situés dans une zone classée en aléa moyen ou fort,.

## Toponymie

### Attestations anciennes
Le toponyme Charre apparaît sous les formes 
Sxarre (1385, censier de Béarn), 
Xarra (1513, titres de Béarn) et 
Sanctus Petrus de Charre (1618, insinuations du diocèse d'Oloron).

### Graphie béarnaise
Son nom béarnais est Sharra ou Charre.

## Histoire
Paul Raymond note qu'en 1385 Charre dépendait du bailliage de Sauveterre et comptait 27 feux.
Au XVIIe siècle, Charre était le chef-lieu de la viguerie de Mongaston.
Dès 1542, un bac permettait la traversée du gave d'Oloron : la nau de Xarra.

## Politique et administration
| Période                                  | Période  | Identité        | Étiquette | Qualité |
| ---------------------------------------- | -------- | --------------- | --------- | ------- |
| Les données manquantes sont à compléter. |          |                 |           |         |
| avant 1988                               | 1995     | Michel Daguerre |           |         |
| 1995                                     | 2008     | Bernard Agest   |           |         |
| 2008                                     | En cours | André Daguerre  |           |         |

### Intercommunalité
La commune fait partie de cinq structures intercommunales :
- la communauté de communes du Béarn des Gaves ;
- le syndicat AEP du Pays de Soule ;
- le syndicat d’énergie des Pyrénées-Atlantiques ;
- le syndicat de la perception de Navarrenx ;
- le syndicat intercommunal des gaves et du Saleys.

## Population et société

### Démographie
L'évolution du nombre d'habitants est connue à travers les recensements de la population effectués dans la commune depuis 1793. Pour les communes de moins de 10 000 habitants, une enquête de recensement portant sur toute la population est réalisée tous les cinq ans, les populations de référence des années intermédiaires étant quant à elles estimées par interpolation ou extrapolation. Pour la commune, le premier recensement exhaustif entrant dans le cadre du nouveau dispositif a été réalisé en 2005.

En 2022, la commune comptait 220 habitants, en évolution de +4,27 % par rapport à 2016 (Pyrénées-Atlantiques : +3,78 %, France hors Mayotte : +2,11 %).
| 1793 | 1800 | 1806 | 1821 | 1831 | 1836 | 1841 | 1846 | 1851 |
| ---- | ---- | ---- | ---- | ---- | ---- | ---- | ---- | ---- |
| 532  | 510  | 563  | 535  | 547  | 543  | 542  | 569  | 555  |

| 1856 | 1861 | 1866 | 1872 | 1876 | 1881 | 1886 | 1891 | 1896 |
| ---- | ---- | ---- | ---- | ---- | ---- | ---- | ---- | ---- |
| 530  | 478  | 490  | 492  | 491  | 515  | 486  | 484  | 467  |

| 1901 | 1906 | 1911 | 1921 | 1926 | 1931 | 1936 | 1946 | 1954 |
| ---- | ---- | ---- | ---- | ---- | ---- | ---- | ---- | ---- |
| 451  | 453  | 426  | 372  | 385  | 373  | 382  | 348  | 314  |

| 1962 | 1968 | 1975 | 1982 | 1990 | 1999 | 2005 | 2006 | 2010 |
| ---- | ---- | ---- | ---- | ---- | ---- | ---- | ---- | ---- |
| 314  | 310  | 278  | 259  | 260  | 227  | 214  | 214  | 200  |

| 2015 | 2020 | 2022 | - | - | - | - | - | - |
| ---- | ---- | ---- | - | - | - | - | - | - |
| 207  | 218  | 220  | - | - | - | - | - | - |

## Économie
L'activité est principalement agricole (élevage, pâturages, polyculture). La commune fait partie de la zone d'appellation de l'ossau-iraty.

## Culture locale et patrimoine

### Patrimoine civil
Le château de Mongaston : Isolé, perché sur une colline comme un petit nid d'aigle, dressé face à la rive souletine du Saison, dont il commande un gué, il appartint visiblement, avec Labastide-Villefranche et Sauveterre-de-Béarn, à la ceinture de défense de la vicomté du Béarn. S'il eut des seigneurs particuliers, ceux-ci le fortifièrent pour le service du souverain. Bien qu'il ait été fortement remanié au XVIIIe siècle, il semble dater du XIIIe siècle : cette maison forte étroite et élancée, haute de deux étages, avec quatre fenêtres à meneaux et un toit pointu, pourrait en effet avoir tout simplement été aménagée dans le donjon primitif, qui daterait de Gaston VII. Ainsi s'explique mieux l'échauguette qui se trouvait à l'angle nord, entre les deuxième et troisième niveaux, et dont subsistent la base, et un trou béant. La belle tour polygonale, qu'on dit du XIVe siècle, a en tout cas été si visiblement rattachée au reste du gros œuvre, que la vétusté menace aujourd'hui de l'en détacher.
Quelques seigneurs de Mongaston sont attestés au XIVe et au XVIe siècle. En 1658 le château est acquis par Jean du Peyré, neveu du capitaine des mousquetaires de Tréville. En 1692 il passe par mariage à Pierre de Casamayor de Gestas, et en 1847 au fameux Xavier de Bachoué de Barraute. Puis le bien de famille fut abandonné aux outrages des ans, vendu, et finalement ravagé en 1929 par un incendie, qui trouva dans la toiture de bardeaux un aliment de choix.
Ce n'était plus alors qu'une ruine, et on aurait fortement surpris les visiteurs de l'époque en leur disant que ces quelques murs broussailleux et branlants pourraient revivre. Pourtant, le miracle s'est produit : avec le concours d'équipes bénévoles, sa propriétaire actuelle Mme Garnier-Collot, de surcroît descendant des anciens châtelains, l'a courageusement sauvé, restauré, et en assure l'animation estivale. On verra à l'intérieur une collection de poupées évoquant l'histoire du Béarn, quelques meubles curieux et une collection de documents familiaux, du XVIIe au XIXe siècle.
À l'extérieur, on a mis au jour un four, un puits, et le fameux « souterrain », qui, si souvent mythique dans les vieux châteaux, existe bel et bien ici : on marche sur le sommet de sa voûte.

### Patrimoine religieux
Sur la via Podiensis du pèlerinage de Saint-Jacques-de-Compostelle, cette place forte médiévale perchée sur une colline servait au XVIe siècle d'étape aux pèlerins de Saint-Jacques.
L'église Saint-Pierre date du XIXe siècle.